# Каменка (Дмитровский городской округ)
Каменка — деревня в Дмитровском районе Московской области, административный центр Сельского поселения Габовское.
Население — 718 человек (2010). До 2006 года Каменка была центром Каменского сельского округа.
В 1913 году село Каменка было центром Гульневской волости Дмитровского уезда Московской губернии. В селе в 12 верстах от станции Икша числилось 3 двора. В Каменке располагались волостное правление, квартира урядника, земское училище и кредитное товарищество. Также были пивная лавка, винная лавка и ренсковый погреб.

## Расположение
Деревня расположена в юго-западной части района, примерно в 20 км на юго-запад от Дмитрова, на левом берегу реки Каменка (правый приток Волгуши), высота центра над уровнем моря 214 метров. 
Ближайшие населённые пункты на расстоянии 0,5—1 км: Шихово и Комаровка на западе, Левково на северо-востоке, Гульнево на юго-востоке и Медведково на юге. Через деревню проходит региональная автодорога Р-113 Рогачёвское шоссе.

## Население
| 2002 | 2006 | 2010 |
| ---- | ---- | ---- |
| 741  | ↘734 | ↘718 |

## Инфраструктура

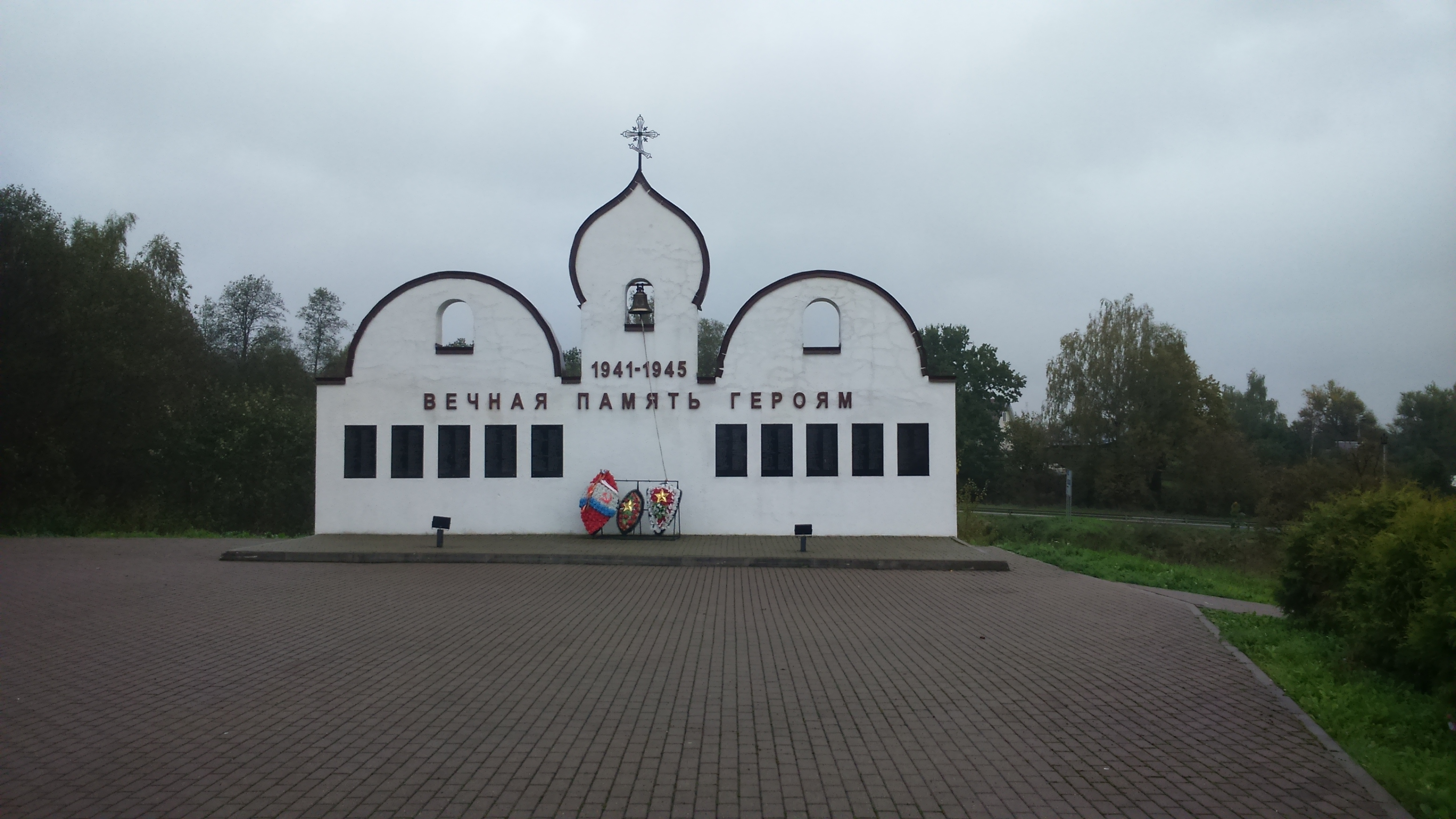
Братская могила советских воинов

В деревне имеются средняя общеобразовательная школа № 1, детский сад № 59 Непоседы, отделение почтовой связи 141894, отделение полиции, дом культуры, сельская библиотека-филиал № 24, Гульнёвская амбулатория.

## Достопримечательности
В деревне находится братская могила советских воинов.